# Arco de Darwin
El Arco de Darwin era un arco de roca natural situado al sureste de la isla Darwin en las islas Galápagos (Ecuador). Se asentaba en una meseta sumergida rocosa de forma irregular, apodada "el teatro". Colapsó el 17 de mayo de 2021, debido a la erosión natural, dejando dos pilares.

## Geografía

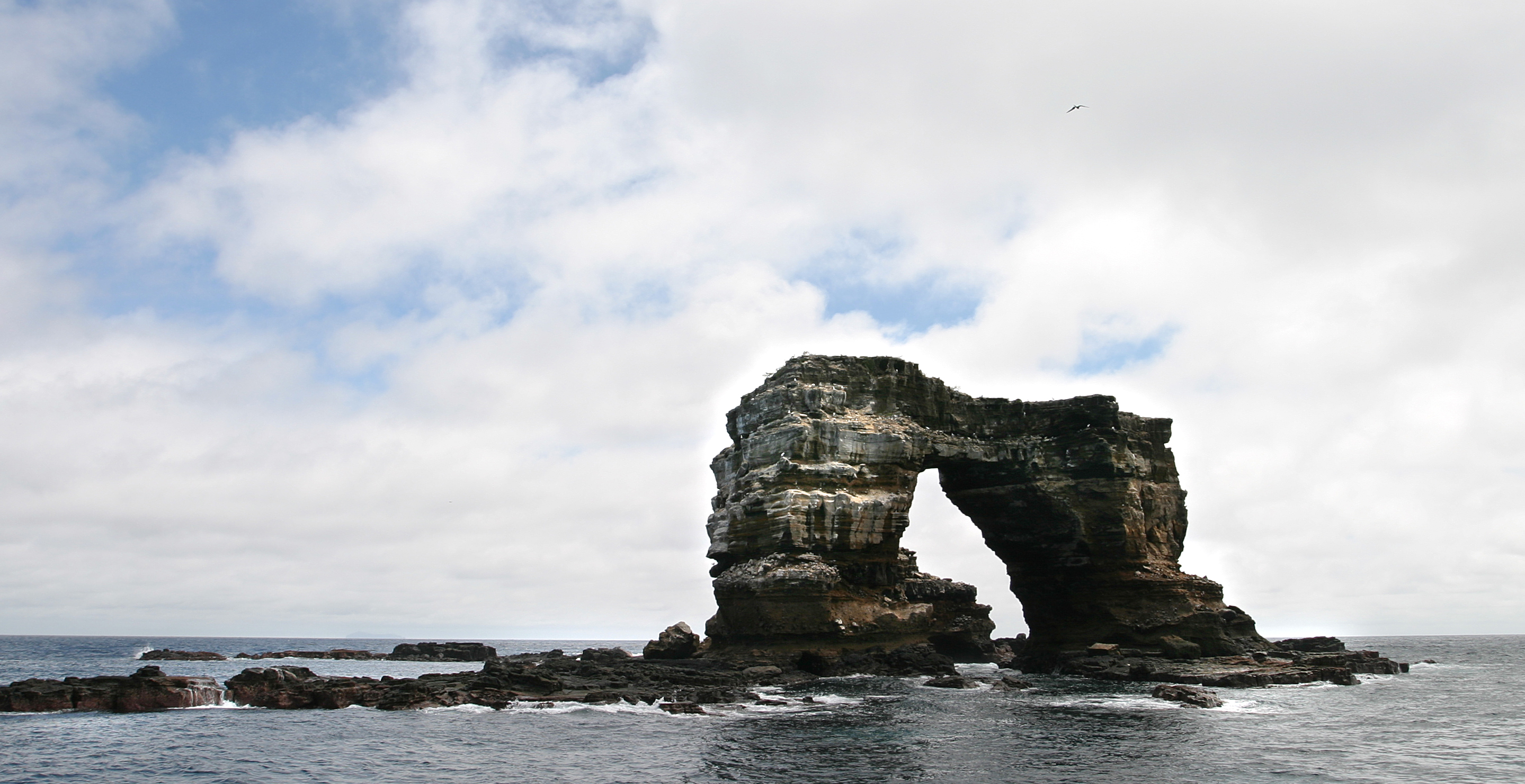
El Arco de Darwin y vista parcial de la meseta en 2003

La isla Darwin es una pequeña isla deshabitada con un área de 1,1 km² y una elevación de 168 m. Forma parte del archipiélago de Galápagos, El Arco de Darwin estaba situado a 1 km al suroriente de la isla y tenía una apariencia de puente, que había sido causada por la erosión. La pared de la meseta cae hacia el mar, y el lado del océano del arco presentaba una "plataforma de observación" a 18 m.

## Fauna
Desde su extremo sur hasta el canal inclinado, la fauna marina que se observa son tiburones martillo, mantarrayas, jureles, bonito, rabil, delfines, grandes cardúmenes de especies de peces pelágicos, y también tiburones ballena de hasta 13,7 m de longitud. Los tiburones ballena se encuentran desde principios de julio. Otra fauna marina incluye ídolos moros, tiburones de Galápagos, rayas águila, tortugas verdes y tortugas carey , tiburones de arrecife de punta blanca y sedosa, barracuda y tiburones jurel. Muchas aves son endémicas y la especie más común es el charrán negro (Sterna fuscata), que se reproduce en la isla Darwin.

## Colapso
El 17 de mayo de 2021, a las 17:20 UTC (11:20 a. m. hora local), el arco colapsó debido a la erosión natural. El Ministerio de Cultura y Patrimonio de Ecuador emitió un comunicado en el que decía: "Este evento es una consecuencia de la erosión natural. El Arco de Darwin estaba hecho de piedra natural que en algún momento habría sido parte de la Isla Darwin, cerrada a visitas por tierra". El evento fue presenciado por buzos a bordo del Galápagos Aggressor III.